# Кременчугский сталелитейный завод
Кременчугский сталелитейный завод (укр. Кременчуцький сталеливарний завод) — специализированное украинское предприятие по производству литых деталей для двухосных и трехосных тележек грузовых вагонов, автосцепного устройства, литья для автомобилей «КрАЗ», различных отливок для других предприятий промышленности и для собственных ремонтных нужд. Расположено в городе Кременчуг.

## История

### ВСССР
В соответствии с Постановлением Совета Министров СССР от 18 мая 1960 № 740, в июне 1962 было начато строительство Кременчугского завода литья и штамповок.
30 декабря 1970 «сварена» первая сталь и выпущена первая плавка.
15 марта 1971 отправлена первая партия (37 штук) балки шкворневой (сейчас — балка надрессорная) на Крюковский вагоностроительный завод.

### После распада СССР
15 мая 1995 года Кабинет министров Украины внёс Кременчугский сталелитейный завод в перечень государственных предприятий Украины, подлежащих приватизации до конца 1995 года.
31 мая 2002 года была предпринята попытка рейдерского захвата завода, в результате производственные процессы на предприятии были временно дезорганизованы.
Завод был приватизирован в частную собственность. Основным акционером завода стали холдинг «Приват», принадлежащий И. В. Коломойский, а также «ТЕКО-Днепрометиз» и Difano Investments Ltd (Кипр), бенефициаром которых является С. Л. Тигипко прибыль которого от завода за 2012 год составила 18,8 млн гривен, чистая выручка 1,4 миллиарда гривен.
В декабре 2004 года завод ввёл в эксплуатацию автоматическую формовочную линию производства немецкой компании «Kunkel Wagner» мощностью 32 тыс. тонн среднего литья в год и закончил 2004 год с чистой прибылью 9,035 млн гривен.
В декабре 2005 года завод освоил производство новой продукции: трёхосных тележек для железнодорожных вагонов и закончил 2005 год с чистой прибылью 10,967 млн гривен.

#### Взрыв снаряда в металлоломе
26 мая 2008 года в сталелитейной печи № 9 взорвался артиллерийский снаряд, загруженный в печь вместе с другим поступившим металлоломом для переплавки. В результате взрыва была полностью разрушена загрузочная стенка и плавильная печь, а раскалённые куски непереплавленного металла повредили крышу цеха на площади в 25 м² и вызвали пожар. После ликвидации последствий аварии и сортировки металлолома были найдены ещё 8 артиллерийских снарядов и две противотанковые мины.
В связи с осложнением экономической ситуации на Украине, в период с 26 декабря 2008 до 12 января 2009 года завод временно приостановил работу.

#### Запрет сбыта в России
В период с начала 2011 года до 21 марта 2012 года в Российской Федерации произошло 37 случаев излома боковой рамы тележки железнодорожных вагонов, при этом в 15 случаях тележки были изготовлены на украинском предприятии «Азовэлектросталь», ещё в 7 случаях тележки были изготовлены Кременчугским сталелитейным заводом и в ещё одном случае украинскими являлась часть тележек вагонов сошедшего с рельс состава. В результате, в конце сентября 2011 года, российское федеральное учреждение «Регистр сертификации на федеральном железнодорожном транспорте» выдало заводу предписание о приостановке действия сертификата на боковые рамы тележек грузовых вагонов, также был введён временный запрет на эксплуатацию в России вагонов, укомплектованных литьём Кременчугского сталелитейного завода и мариупольской «Азовэлектростали».
В декабре 2011 действие сертификата было восстановлено, однако в начале февраля 2012 года — снова отозвано. 4 мая 2012 года, после того, как в результате излома тележки боковой рамы вагона, изготовленной на Кременчугском сталелитейном заводе, в России сошёл с рельс ещё один железнодорожный состав, ОАО РЖД признало продукцию завода не соответствующей по качеству и потенциально опасной
В ноябре 2012 года сертификат вновь отзывался. В связи с этим, в 2012 и 2013 годах завод останавливался на несколько дней.
5 апреля 2013 года Регистр сертификации на федеральном железнодорожном транспорте России вновь возобновил заводу действие сертификата на боковые рамы тележек грузовых вагонов и дал разрешение на производство установочной партии из 20 тыс. шт. тележек.
В 2013 году объем производства сократился на 48,4 % по сравнению с 2012 годом, до 70 348 тонн литья.

#### ПослеЕвромайдана
21 февраля 2014 администрация завода объявила о остановке производства с 24 февраля 2014 года и в этот день завод был остановлен.
13 июня 2014 было объявлено о намерении администрации завода уволить с 7 июня 2014 года 1124 из 5321 работников завода
В конце сентября 2014 года общая численность работников завода составляла около 3770 человек, однако в связи с тем, что завод простаивал, началось рассмотрение вопроса о увольнении дополнительного количества работников. В начале декабря 2014 г. руководство завода объявило о планах по увольнению 2500 сотрудников после новогодних праздников.
В 2014 году завод уменьшил выпуск продукции в 5,5 раз в сравнении с 2013 годом — до 12 692 тонн литья.
В конце 2015 года завод частично и ненадолго возобновил работу, чтобы продлить сертификаты качества. В декабре 2016 завод заработал. Завод вновь остановлен в марте 2020 года. В феврале 2022 года появились сведения о запуске производства для исполнения заказа Крюковского вагоностроительного завода.

## Продукция
По состоянию на 2006 год, предприятие имело в своём активе все необходимые сертификаты соответствия действующим нормам безопасности на выпускаемую продукцию как Российской Федерации (СС ФЖТ), так и Украины (УкрСЕПРО). Подтверждение правильной технической политики предприятия и соответствия продукции самым строгим требованиям мирового вагоностроения являлись внешнеэкономические контракты на поставки в страны ближнего зарубежья, а также в США, ЮАР, Иран, на Кубу и другие страны.

## Руководство
- Черненко, Дмитрий Алексеевич — председатель правления (2007-2015).
- Лебедев, Павел Валентинович — председатель наблюдательного совета (2002—2005 год)